# Alstroemeria glaucandra
Alstroemeria glaucandra este o specie de plante monocotiledonate din genul Alstroemeria, familia Alstroemeriaceae, descrisă de Pierfelice Ravenna. Conform Catalogue of Life specia Alstroemeria glaucandra nu are subspecii cunoscute.